# Alguien se acerca
Alguien se acerca es una película en blanco y negro de Argentina dirigida por Piero Ballerini sobre el guion de Alessandro De Stefani que se produjo en 1948 y no llegó a estrenarse comercialmente. Tuvo como protagonistas a Doris Durant, Juan José Míguez y Enrique Roldán.
El director Piero Ballerini (1901-1955) de nacionalidad italiana, había guionado y dirigido anteriormente filmes en Italia y ese mismo año hizo el guion de la coproducción ítalo-argentina, Emigrantes dirigida por Aldo Fabrizi.